# روجر ديفيز
روجر ديفيز (بالإنجليزية: Roger Davies)‏ (و. 1954 – م) هو عالم فلك، وعالم فيزياء فلكية
.

## التعليم
تعلم في كلية لندن الجامعية.

## جوائز
حصل على جوائز منها:
- زمالة ولفسون للجمعية الملكية.